# Monango
La ville américaine de Monango est située dans le comté de Dickey, dans l’État du Dakota du Nord. Lors du recensement de 2010, sa population s’élevait à 36 habitants.

## Démographie
| 1910 | 1920 | 1930 | 1940 | 1950 | 1960 |
| ---- | ---- | ---- | ---- | ---- | ---- |
| 238  | 231  | 211  | 175  | 138  | 133  |

| 1970 | 1980 | 1990 | 2000 | 2010 | - |
| ---- | ---- | ---- | ---- | ---- | - |
| 112  | 59   | 53   | 28   | 36   | - |

## Source
- (en) Cet article est partiellement ou en totalité issu de l’article de Wikipédia en anglais intitulé « Monango, North Dakota » (voir la liste des auteurs).